# Саушкин, Юлиан Глебович
Юлиан Глебович Саушкин (2 июля 1911, Москва — 30 июля 1982, Москва) — советский экономико-географ, внёс значительный вклад в развитие высшего географического образования и подготовку учителей-географов. Доктор географических наук, профессор географического факультета МГУ имени М. В. Ломоносова. Один из наиболее ярких представителей отечественной районной школы экономической географии. На протяжении 33 лет возглавлял кафедру экономической географии СССР географического факультета Московского государственного университета имени М. В. Ломоносова. Один из создателей и директор Географического издательства (Географгиза) в Москве. Участник Великой Отечественной войны.
Учитель — основатель отечественной районной школы экономической географии Николай Николаевич Баранский (1881—1963).

## Биография
Родился 2 июля 1911 года в Москве. В 1918—1922 — учёба в начальной, а затем три года в старших классах семилетней московской школе. После окончания «семилетки» учёба в «спецшколе» с 8-м и 9-м классами.
Осенью 1928 года, в 17 лет, Ю. Г. Саушкин стал студентом географического отделения физико-математического факультета Московского университета. С 1929—1930 учебного года специализировался по кафедре экономической географии.
Первая экспедиция была по маршруту: Москва — Ленинград — Кондопога — Кандалакша — Мурманск — Москва. Следующая зимняя поездка была в Сухуми — Батуми. Последняя зимняя студенческая поездка была в 1930—1931 учебном году по маршруту Москва — Ташкент — Самарканд — Бухара — Красноводск — Баку — Ростов-на-Дону. 1930 г. — первая самостоятельная трёхмесячная практическая работа в почвенно-землеустроительной экспедиции Народного комиссариата земледелия Казахстана.
1931 — поездка на Дальний Восток в составе экспедиции Народного комиссариата земледелия СССР. По экспедиционным материалам на дальний Восток была опубликована первая статья в журнале «География в школе» (1934). Ю. Г. Саушкин стремился как можно активнее и плодотворнее участвовать в полевых работах, экспедициях и просто в познавательных поездках по стране.
В 1937 году, после присуждения Ю. Г. Саушкину степени кандидата географических наук, профессор Н. Н. Баранский пригласил его на должность доцента в Московский государственный педагогический институт им. В. И. Ленина и передал ему заведование кафедрой экономической географии. В 1940 году Ю. Г. Саушкин в 29 лет стал деканом географического факультета.
В 1941 году, после начала Великой Отечественной войны, Ю. Г. Саушкин добровольцем ушёл на фронт в составе 5-й Московской дивизии народного ополчения Фрунзенского района. Под Смоленском был тяжело ранен и вернулся после госпиталя в Москву, где продолжил работу в педагогическом институте.
В 1947 году, в возрасте 36 лет, Ю. Г. Саушкин защитил докторскую диссертацию, стал профессором, затем с 1948 года — заведующим кафедрой экономической географии в Московском университете. Эту кафедру он возглавлял более 30 лет.
Похоронен в Москве на Донском кладбище.

## Образование и работа
- 1918—1922 гг. — учёба в начальной школе (1—4 классы).
- 1922—1925 гг. — учёба в старших классах семилетней школы (5—7 классы).
- 1925—1927 гг. — учёба в 8-м и 9-м классах специальной школы, именовавшейся «Институт трудового воспитания».
- 1928 г. — поступление в Московский университет на географическое отделение физико-математического факультета.
- 1929—1930 гг. — специализация по кафедре экономической географии Н. Н. Баранского.
- 1932 г. — окончание географического отделения Московского государственного университета.
- 1937 г. — присуждение степени кандидата географических наук, доцент Государственного педагогического института.
- 1939 г. — заведование кафедрой экономической географии в Государственном педагогическом институте им. В. И. Ленина, декан географического факультета.
- 1945—1949 гг. — первый директор и с 1947 г. — главный редактор издательства географической литературы.
- 1947 г. — защита докторской диссертации.
- 1947 г. — профессор кафедры «Экономической географии СССР» в Московском университете.
- 1948—1981 гг. — заведующий кафедрой «Экономической географии СССР» в Московском университете.

Основные труды по экономической географии СССР, общетеоретическим вопросам экономической географии, экономическому районированию, истории географии.

## Научная деятельность
Ю. Г. Саушкин внёс значительный вклад в развитие экономико-географической науки. Первой среди научных работ следует назвать его докторскую диссертацию, опубликованную в 1947 году под названием «Географические очерки природы и сельскохозяйственной деятельности населения в различных районах СССР». Академик Л. С. Берг писал об этой книге в своей рецензии: 
«Ю. Г. Саушкиным осуществлен замечательный труд, подобного которому в нашей литературе еще не появлялось…»
В конце 1960-х начале 1970-х годов Ю. Г. Саушкин создает ряд книг по теоретическим и методологическим проблемам географии:
- «Введение в экономическую географию» (1957, 1970).
- «Экономическая география: история, теория, методы, практика» (1973).
- «История и методология географической науки» (1976).
- «Географическая наука в прошлом, настоящем, будущем» (1980).

Становлению и развитию теории географической науки, началу формирования теоретической географии были посвящены названные выше исследования Ю. Г. Саушкина.
Особое место среди работ Ю. Г. Саушкина занимают книги о Москве. В 1955 году, когда ему было 44 года, он опубликовал первую книгу о Москве под редакцией Н. Н. Баранского, которая выдержала пять изданий и была переведена на английский, болгарский, испанский и японский языки. В 1983 году, уже после кончины Ю. Г. Саушкина, вышла, написанная им в соавторстве с В. Г. Глушковой, монография «Москва среди городов мира». Книга содержит теоретические и методологические положения, развивающие идеи Н. Н. Баранского о географическом изучении городов.

## Основные научные работы
- Географические очерки природы и сельскохозяйственной деятельности населения в различных районах Советского Союза — М.: Географгиз, 1947.
- Введение в экономическую географию. — М.: Изд-во МГУ, 1958, 1970.
- Лекции по экономическому районированию СССР. — М.: Изд-во МГУ, 1960.
- Математический метод в географии // Вестник МГУ, серия геогр. — 1968. — № 1 (в соавторстве с Б. Л. Гуревичем).
- Прогноз в экономической географии // Вестник МГУ, серия геогр. — 1967. — № 5.
- Геосистемы и геоструктуры // Вестник МГУ, серия геогр. — 1968. — № 5 (в соавторстве с А. М. Смирновым).
- Проблемы метагеографии // Вопросы географии. — 1968. — № 77 (в соавторстве).
- Современные проблемы теоретической географии// Вопросы географии. — 1971. — № 88 (в соавторстве с В. М. Гохманом).
- Этапы и методы экономико-географического прогнозирования // Вестник МГУ, серия геогр. — 1972. — № 3.
- Экономическая география: история, теория, методы, практика. — М.: Мысль, 1973.
- Сопоставление основных экономических и тектонических районов СССР // Вопросы географии. — 1975. — № 47.
- История и методология географической науки. — М.: Изд-во МГУ, 1976.
- Географическая наука в прошлом, настоящем, будущем. — М.: Просвещение, 1976.
- Объективные законы диалектического взаимодействия различных форм движения материи, времени, земного пространства // Известия ВГО. — 1980. — № 6.
- Проблемы взаимодействия экономической и социальной географии с социально-экономической картографией // Вестник МГУ, серия геогр. — 1981. — № 1.
- Природно-хозяйственное районирование СССР // Вестник МГУ, серия геогр. — 1982. — № 4.
- Москва среди городов мира. Экономико-географическое исследование. — М.: Мысль, 1983 (в соавторстве с В. Г. Глушковой).
- Географические очерки природы и сельскохозяйственной деятельности населения в различных районах Советского Союза, М., 1947; Москва, 4 изд., М., 1964;
- Введение в экономическую географию, 2 изд., М., 1970;
- Комплексное развитие народного хозяйства СССР, М., 1966;
- Экономическая география Советского Союза, ч. 1—2, М., 1967—73 (совместно с др.);